# 罗锡文
罗锡文（1945年12月2日—），湖南株洲人，中国农业机械化工程专家。

## 生平
1970年毕业于华中工学院无线电技术专业。1982年毕业于华南农学院，获农业机械化专业硕士学位。2009年当选为中国工程院院士。